# Guntramovice
Guntramovice (německy Gundersdorf) jsou část města a jedno z katastrálních území města Budišov nad Budišovkou v okrese Opava. Guntramovice leží na Moravě, mají vesnický charakter a dělí se na urbanisticky oddělené části Horní Guntramovice a Dolní Guntramovice. V katastru Guntramovic se nachází velký lyžařský areál.

## Historie
První písemná zmínka o obci pochází z roku 1456.
Dne 28. června 1758 zde rakouské jednotky pod velením generálmajora Ernsta Gideona von Laudon napadly síly plukovníka Wilhelma von Mosel chránící pruský zásobovací konvoj ve střetu, který přímo předcházel rozhodující bitvě u Domašova. Jihovýchodně od Horních Guntramovic je pomník padlým vojákům obou válčících stran (Pomník obětem bitvy u Guntramovic). Při střetu byla obec vypálena a pobořen kostel svatého Jakuba Většího.

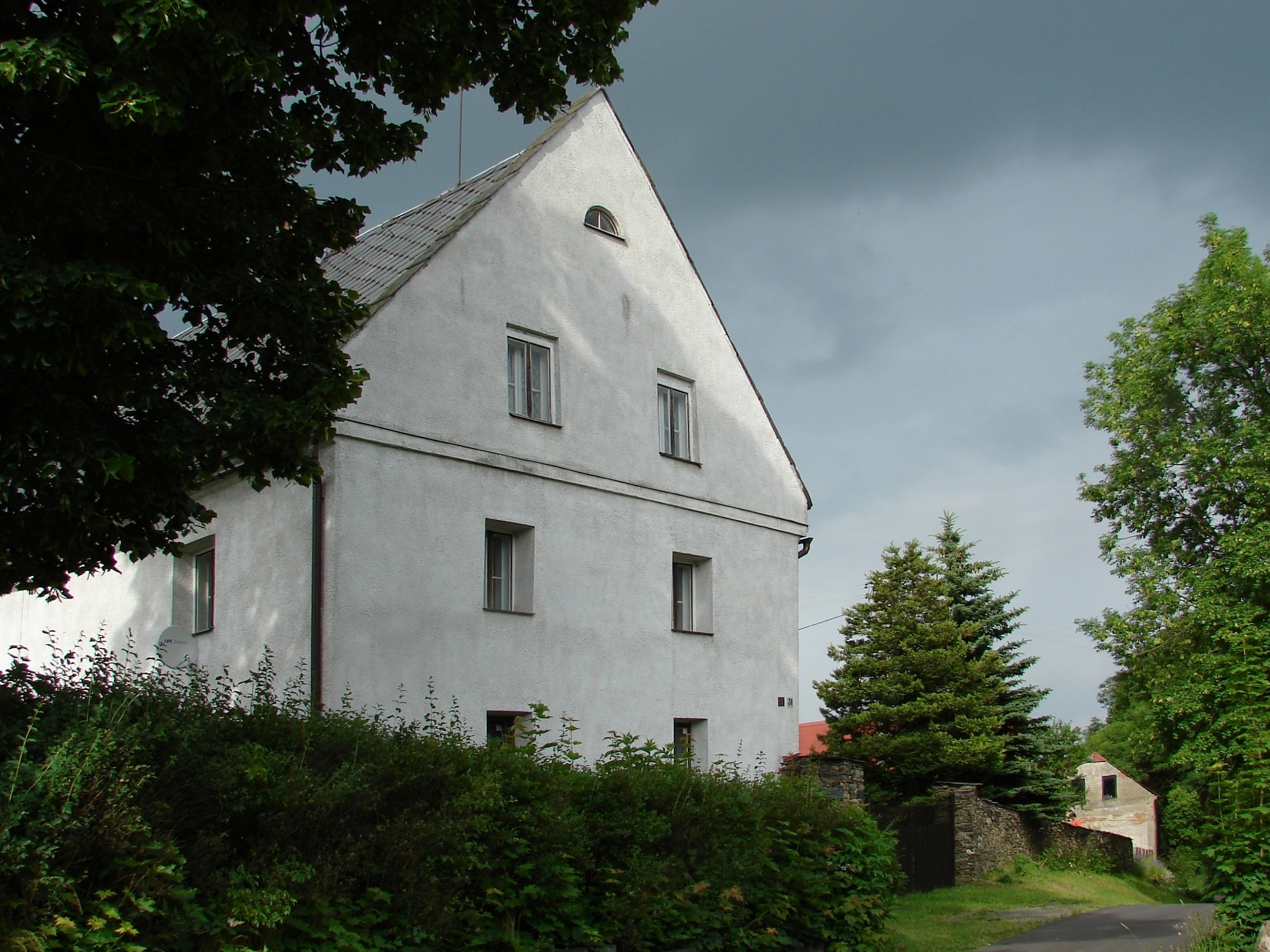
Dolní Guntramovice - fara

## Pamětihodnosti
- Kostel sv. Jakuba Většího
- Bývalá fara
- Kaple svatého Jana Nepomuckého
- Pomník obětem bitvy u Guntramovic
- Cesta Česko-německého porozumění

## Osobnosti
- Eduard Seidler (1859–1926)[6] – generál námořního dělostřelectva rakousko-uherské armády[7]